# Парма (рельеф)

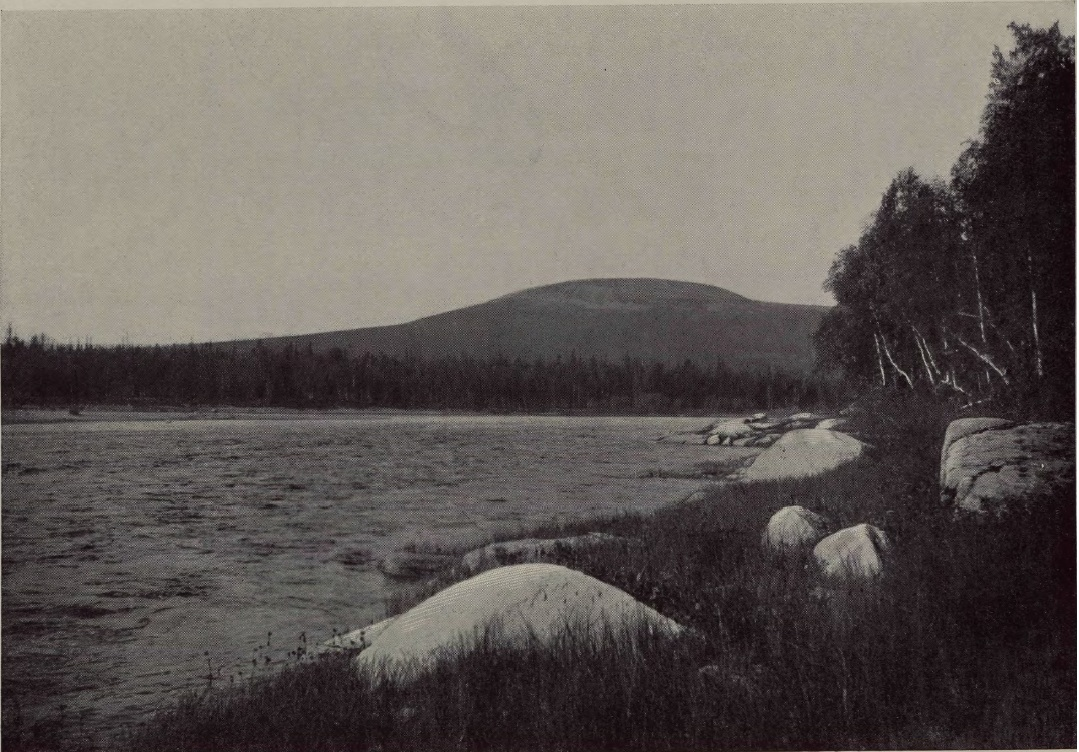
Река Щугор (приток Печоры). Овин-парма с вершиной Пилипчук в 1909 году

Па́рма — плосковерхая возвышенность или хребет, поросшая елями и пихтами.

## Этимология
В переводе с коми языка парма означает ельник на высоком месте, темнохвойный лес, тайгу.

## Распространение парм
Территория распространения парм в целом совпадает с областью произрастания Камско-Печорско-Западноуральских темнохвойных лесов и похожа на огромный равнобедренный треугольник, вершина которого в Полярном Урале. Восточная сторона треугольника проходит по большим водоразделам Восточного склона Урала, западная — пересекает реку Вычегду восточнее Сыктывкара и уходит к реке Ветлуге. Основание треугольника ограничено линией, соединяющей устья рек Камы и Белой. В пределах этой огромной территории темнохвойных лесов заключены как предтундровые редколесья, так и северо-, средне- и южнотаёжные темнохвойные леса.

## Флора и почвы парм
На пологих склонах предгорий и выровненных вершинах припечорских парм распространены заболоченные осоковые и хвощовые сфагновые темнохвойные леса, в большинстве своём еловые со значительной примесью кедра и пихтовым стлаником (до 30 — 40 %). По верхним течениям рек Печоры, Вычегды и Камы проходит широкая полоса среднетаежных, преимущественно зелёномошных елово-пихтовых лесов на типичных подзолистых почвах. Верхние и нижние части бассейнов рек Вятки и Камы занимают южнотаёжные темнохвойные леса на дерново-подзолистых почвах с густым и почти сплошным травяным покровом.

## Парма в культуре
- Сердце Пармы